# Tragopogon dubius
L'inflabous (Tragopogon dubius) és una espècie de planta amb flors del gènere Tragopogon dins la família de les asteràcies (Asteraceae). Ès una planta nativa d'Europa, el Marroc, Àsia central i parts d'Àsia septentroinal, meridional i occidental. Ha estats introduïda a altres parts del món, especialment a Amèrica del Nord on la seva presència és generalitzada.

## Característiques
Tragopogon dubius és una planta herbàcia anual o a vegades biennal, assolint una alçada de 20 a 60 cm, i de vegades gairebé un metre. Creix generalment en llocs càlids i protegits amb terra humida. La flor és groga i fa de 4-6 cm de diàmetre, floreix a la primavera o principis de l'estiu. Les flors s'obren al matí d'hora i amb freqüència a la tarda. Més tard, la planta forma un cap de la llavor que s'assembla a la de la dent de lleó, però és clarament més gran. Les llavors (aquenis) són de 2-4 cm de llarg, però de pes ploma, pes aproximat de 8 mg cadascuna de mitjana. Hi ha alguna variació natural entre els aquenis centrals i perifèrics en la formació de llavors, amb els perifèrics sent generalment més fosc i més pesat, i que té una major concentració de compostos fenòlics, el que pot millorar el seu potencial de supervivència.
T. dubius és força semblant a la comuna T. pratensis, però té més bràctees i més vistoses darrere de la flor, una característica distintiva del gènere. Encara que no és molt estretament relacionat amb Tragopogon pratensis o T. porrifolius, T. dubius hibrida amb facilitat amb les dues, i a Amèrica del Nord els seus híbrids han donat lloc als híbrids T. mirus i T. miscellus.
A diferència d'altres espècies de Trapogon com Tragopogon porrifolius, T. dubius no és generalment considerada comestible, encara que l'arrel es pot menjar (crua o cuita) i també les tiges joves. No se'n coneixen usos medicinals. És considerada invasora en la majoria dels estats dels EUA i en algunes províncies canadenques com Ontario, Colúmbia Britànica i Alberta.